# Código de Copiale

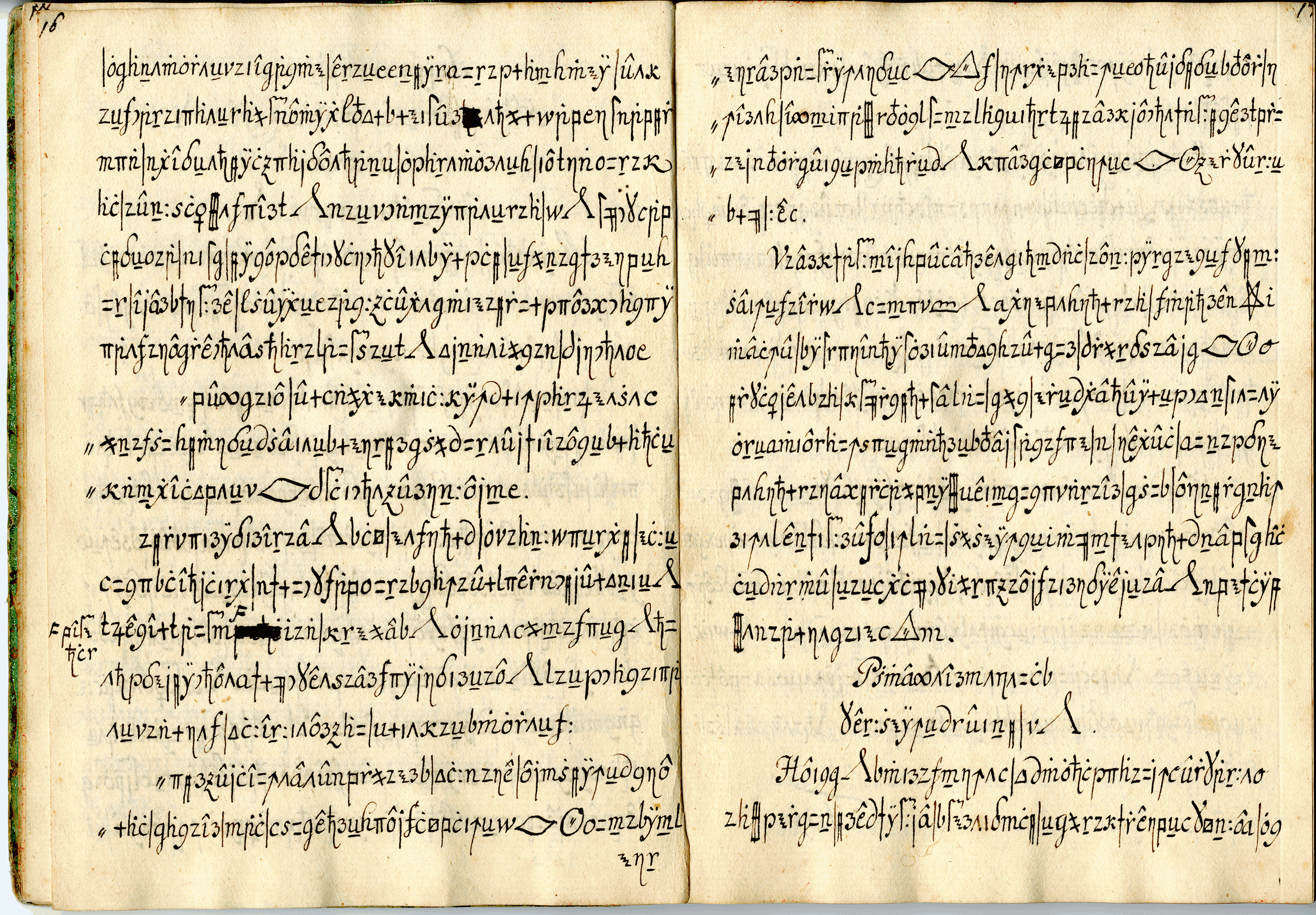
Páginas 16-17

El código de Copiale es un manuscrito cifrado consistente en 75,000 caracteres escritos a mano en 105 páginas en un solo volumen, encontrado en la Academia Alemana de Ciencias en Berlín después de la Guerra fría en una colección privada. Datado entre 1760 y 1780, salió a la luz pública en 2011 cuando se reveló su secreto. El manuscrito incluye símbolos abstractos y provenientes del alfabeto griego y del alfabeto latino. El único texto en claro en el libro es el "Copiales 3" al final y "Philipp 1866" en una hoja. Philipp es el probable dueño del manuscrito.
En abril de 2011, fue descodificado con la ayuda de una moderna técnica computacional por Kevin Knight, del Instituto de Ciencias de la Información de la Universidad del Sur de California; con la ayuda de Beáta Megyesi y Christiane Schaefer, de la Universidad de Upsala en Suecia. Descubrieron que se trataba de un cifrado homofónico que utiliza cifrado por sustitución que incluye símbolos y letras para reemplazar tanto el texto como los espacios.
Algunas letras fueron codificadas por letras latinas, griegas y símbolos. Los caracteres latinos sin acentos únicamente rellenaban espacios. Los investigadores encontraron que las primeras 16 páginas describen un rito de iniciación de una extraña sociedad secreta, la Altamente Iluminada (Hocherleuchte) Sociedad Oculista (oculista: el que abre el ojo) de tipo francmasónico de Wolfenbüttel. Un manuscrito paralelo se encuentra en la Staatsarchiv Wolfenbüttel, Alemania. El documento describe distintos rituales de la sociedad, entre los que destaca en su primera parte un peculiar rito de iniciación. En este se le pide al candidato leer una hoja en blanco situada sobre una mesa llena de velas y objetos como anteojos, prismáticos, microscopio, y, ante la imposibilidad de hacerlo, se le pide que lo haga con unos anteojos que le coloca el oficiante. De nuevo ante la imposibilidad de leer la hoja vacía, se le consuela ofreciéndole "esperanza de mejora" y se le lavan los ojos con un paño, siendo esto aún insuficiente para poder ver, tras lo que se le somete a una operación en la vista: con unas pinzas se le retira un pelo de la ceja.

## Cifrado
El Código de Copiale es un cifrado de sustitución. No está sutituido 1 a 1, sino que es un cifrado homofónico en el que cada carácter cifrado codifica a un carácter normal, sin embargo, varios caracteres cifrados pueden codificar el mismo carácter normal. Por ejemplo, todos los caracteres latinos sin acentos representan un espacio y 7 caracteres cifrados codifican la letra "e". Además, algunos caracteres cifrados individuales codifican grupos de letras o incluso palabras. Por ejemplo, el carácter "†", codifica el grupo de letras "sch" y otro más, codifica el nombre de la sociedad secreta.

## Método de desencriptación
Uno naturalmente se pregunta si el problema de la traducción puede ser concebiblemente tratado como un problema de criptografía. Cuando leo un artículo en ruso, pienso 'Esto en realidad está escrito en inglés, pero ha sido codificado en símbolos extraños. Ahora procederé a decodificarlo."

-Warren Weaver, Carta a Norbert Wiener, 4 de marzo de 1947.
Kevin Knight, experto en traducción computarizada, decidió entender la traducción de idiomas como si todos los lenguajes fueran cifrados, tratando palabras extranjeras como símbolos para palabras en inglés. Su aproximación, que utilizó un algoritmo de esperanza-maximización para generar cualquier posible asociación entre palabras extranjeras e inglesas, permitió descubrir algunas palabras en cada repetición. Una comparación con 80 lenguajes confirmó que lo más probable es que el original haya sido alemán. Esta asunción se basó en la forma de escribir la palabra "Philipp", característica del alemán. Knight después utilizó una combinación de intuición y técnicas computacionales para descifrar el código en algunas semanas. Megyesi posteriormente se dio cuenta de que un símbolo en particular significaba "ojo" y Schaefer conectó el descubrimiento con los oculistas.

## Los oculistas
Los oculistas fueron un grupo de oftalmólogos dirigido por el conde Friedrich August von Veltheim, quien murió en abril de 1775. El código de copiale sugiere que los oculistas, o al menos el conde Veltheim, fueron un grupo de francmasones que crearon la sociedad oculista para ocultar ritos masónicos, que habían sido recientemente prohibidos por el papa Clemente XII.